# Ugolino Brunforte
Ugolino Brunforte, conosciuto anche come Ugolino Boniscambi o Ugolino da Montegiorgio (Montegiorgio, 1255-1260 circa – 1344 - 1345 circa), è stato un religioso italiano, frate minore e cronista, famoso per essere l'autore dei Actus beati Francisci et sociorum eius, testo originale latino de I fioretti di san Francesco.

## Biografia
Sono noti pochi dettagli della vita di Ugolino. Suo padre Rinaldo, signore di Sarnano nelle Marche, apparteneva a un'antica e nobile famiglia da cui era nata la famosa contessa Matilde di Toscana. Ugolino entrò nell'Ordine dei frati minori all'età di sedici anni. Prestò il suo noviziato nel convento di Roccabruna (nei pressi di Sarnano), ma passò la maggior parte della sua vita nel convento di Santa Maria di Montegiorgio, da cui viene spesso chiamato Ugolino di Monte Giorgio. Nel 1295 fu eletto vescovo di Teramo sotto il pontificato di Celestino V, ma prima della sua consacrazione Celestino si era dimesso e Bonifacio VIII, il quale sospettava Ugolino come appartenente agli Zelanti, annullò la nomina con la bolla In supremae dignitatis specula. Quasi cinquant'anni dopo fu eletto provinciale di Macerata. Al momento della sua morte, nel 1348, era provinciale dei frati minori dal marzo.

## Fioretti

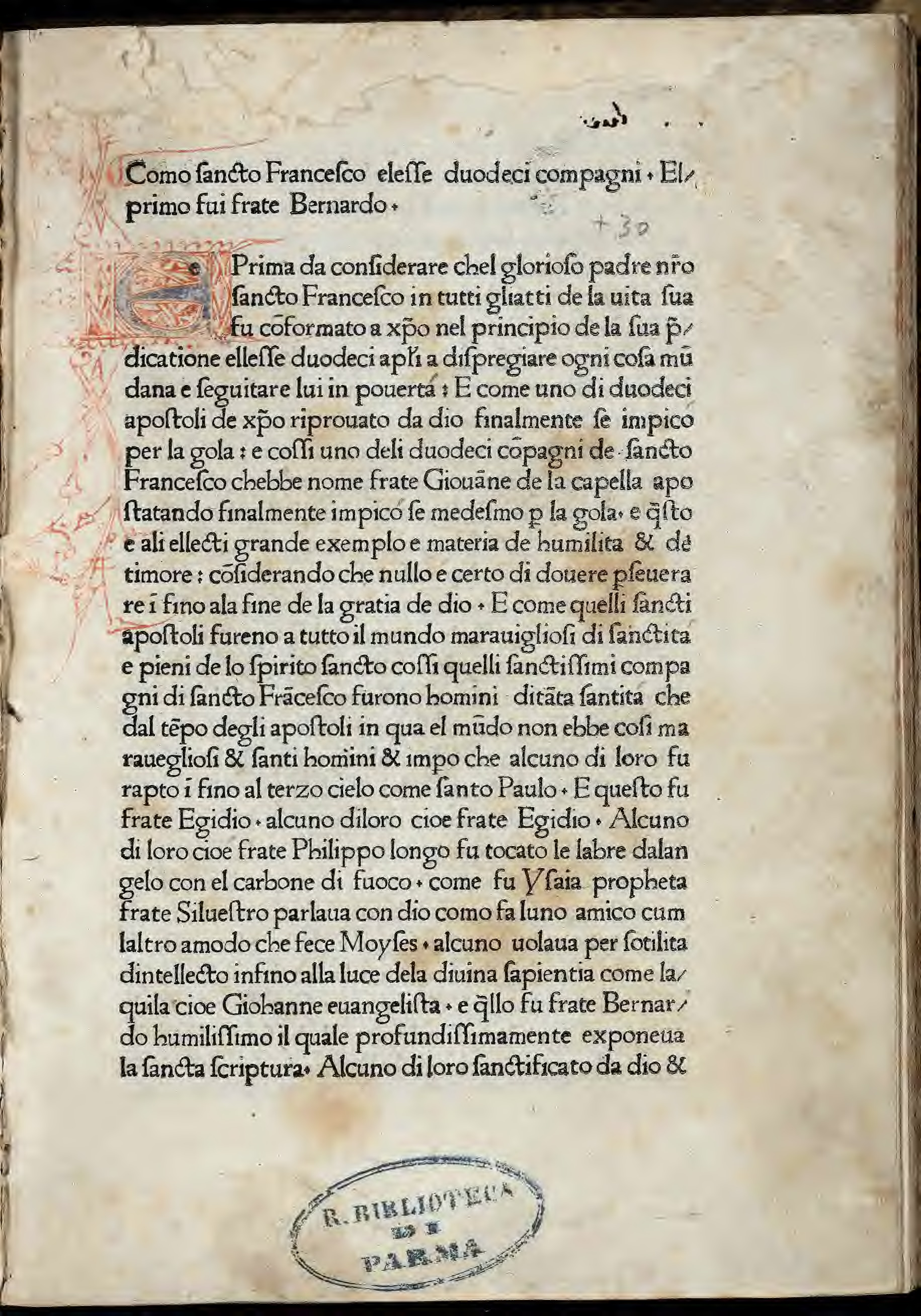
Incipit di un incunabolo dei Fioretti

La maggior parte degli studiosi ora concorda sul fatto che Ugolino sia stato l'autore dei Fioretti, o Fioretti di San Francesco, nella loro forma originale. Ugolino era probabilmente uno dei numerosi collezionisti di tradizioni marchigiane. Fioretti sembra essere stato scritto tra il 1322 e il 1328.
Sebbene l'originale latino non sia giunto fino a noi, abbiamo negli Atti del beato Francesco e dei suoi compagni (Actus beati Francisci et sociorum eius), edito da Paul Sabatier nella Collection d'Études (Parigi, 1902, IV), un'approssimazione ad esso che può essere considerata nel suo complesso come rappresentante dell'originale dei Fioretti. Che Ugolino fosse il principale compilatore di Actus sembra certo; quanto lontano possa essere considerato l'unico autore dei Fioretti non è così chiaro. Il suo lavoro sembra essere stato completato prima del 1328.